# Батерне
Батерне (фр. Bathernay) насеље је и општина у источној Француској у региону Рона-Алпи, у департману Дром која припада префектури Валанс.
По подацима из 2011. године у општини је живело 257 становника, а густина насељености је износила 45,01 становника/km². Општина се простире на површини од 5,71 km². Налази се на средњој надморској висини од 450 метара (максималној 466 m, а минималној 267 m).

## Демографија
| 1962. | 1968. | 1975. | 1982. | 1990. | 1999. | 2011. |
| ----- | ----- | ----- | ----- | ----- | ----- | ----- |
| 143   | 165   | 154   | 154   | 191   | 205   | 257   |

График промене броја становника у току последњих година